# Cometas por el cielo
Cometas por el cielo è il sesto album in studio del gruppo musicale spagnolo La Oreja de Van Gogh, pubblicato nel 2011.

## Tracce
1. La niña que llora en tus fiestas – 2:41 (testo: Pablo Benegas – musica: Xabi San Martín)
2. Día cero – 3:46 (testo: Pablo Benegas – musica: Xabi San Martín)
3. Paloma blanca – 4:10 (testo: Xabi San Martín – musica: Xabi San Martín)
4. Cometas por el cielo – 3:40 (testo: Pablo Benegas – musica: Xabi San Martín)
5. Las noches que no mueren – 3:36 (testo: Pablo Benegas – musica: Xabi San Martín)
6. El tiempo a Solas – 3:36 (testo: Pablo Benegas – musica: Xabi San Martín)
7. Promesas de primavera – 3:04 (testo: Xabi San Martín – musica: Xabi San Martín)
8. Un minuto más – 4:24 (testo: Pablo Benegas – musica: Xabi San Martín)
9. Mi calle es Nueva York – 2:47 (testo: Pablo Benegas – musica: Xabi San Martín)
10. Mientras quede por decir una palabra – 3:16 (testo: Xabi San Martín – musica: Xabi San Martín)
11. Esta vez no digas nada – 3:39 (testo: Xabi San Martín – musica: Xabi San Martín)
12. Dos copos de nieve (Special Edition Bonus Track) – 3:12

Traccia Bonus Edizione iTunes
1. Epifanía – 3:20

Traccia Bonus Edizione Spotify
1. Me falta el aire – 3:26